# Hällaryds landsfiskalsdistrikt
Hällaryds landsfiskalsdistrikt var 1918-1941 ett landsfiskalsdistrikt i Blekinge län, bildat när Sveriges indelning i landsfiskalsdistrikt trädde i kraft den 1 januari 1918, enligt beslut den 7 september 1917. Landsfiskalsdistriktet avskaffades den 1 oktober 1941 (genom kungörelsen 28 juni 1941) när Sverige fick en ny indelning av landsfiskalsdistrikt. Av dess ingående område överfördes Ringamåla landskommun till Asarums landsfiskalsdistrikt och kommunerna Hällaryd och Åryd till Hoby landsfiskalsdistrikt.
Landsfiskalsdistriktet låg under länsstyrelsen i Blekinge län.

## Ingående områden

### Från 1918
Bräkne härad:
- Hällaryds landskommun
- Ringamåla landskommun
- Åryds landskommun